# Fanti-Konföderation
Fanti-Konföderation bezeichnet sowohl einen lockeren Zusammenschluss von Fantikönigreichen im 18. und 19. Jahrhundert  (hier die „1. Fanti-Konföderation“ genannt) als auch die weitaus zentralisiertere Konföderation der Fanti zwischen 1868 und 1874 im Gebiet des heutigen Ghana.

## Die 1. Fanti-Konföderation
Im Gegensatz zu ihren Nachbarn im Norden (den Aschanti) und Osten (den Fon des Reiches Dahomey) waren die Fanti nie in einem gemeinsamen Königreich vereint. Unter dem Druck der Bedrohung durch das mächtige Aschantireich entstand zwischen 1670 und 1730 die 1. Fantikonföderation, die 21 Fantistaaten locker vereinte. Die Föderation erweiterte in Anfang des 18. Jahrhunderts ihren Machtbereich auf Kosten einiger kleinerer Nachbarstaaten wie Asebu, Cabesterra und Agona. In den 1730er Jahren nahm dieses Bündnis engere Formen an, der König (Omanhene) des zentralen Fantireiches von Mankessim, der gleichzeitig der Hohe Priester der nationalen Gottheit war, erhielt den Titel Brafo und wurde von den übrigen Königen als Oberhaupt anerkannt. Nach 1750 brach dieses Reich jedoch in einen westlichen und einen östlichen Teil auseinander.
Die mit den Briten verbündete Fantikonföderation bestand in lockerer Form als Abwehrbündnis gegen das mit den Holländern verbündete Aschantireich, gegen das mehrere Kriege geführt wurden (1806, 1811), bis ins 19. Jahrhundert weiter.

## Fanti-Konföderation von Mankessim
Auch der Antrieb für die Gründung der zweiten Fantiföderation bestand in erster Linie in der Abwehr äußerer Gefahren. Wichtiger noch als die Bedrohung durch die Aschanti war aber seit der Mitte des 19. Jahrhunderts die schleichende Kolonisierung des Fantigebietes durch die Briten geworden. 1844 hatten die Fantikönige einem Bund mit den Briten zugestimmt, der aus der Föderation ein britisches Protektorat machte – den traditionellen Herrschern aber gleichzeitig die Kontrolle über ihre inneren Angelegenheiten garantierte. Zwischen 1844 und 1865 verstärkten die Briten jedoch ihren Einfluss insbesondere auf juristischem Gebiet, englisches Recht ersetzte zunehmend traditionelle Rechtsprechung und die Gerichte der Oberhäupter der Fanti. 1852 wurde ein Kopfsteuererlass der Briten von einer Versammlung einiger traditioneller Chiefs abgesegnet, andere Steuererhebungen lösten heftigen Widerstand aus. Das Fantigebiet war de facto zu einem britischen Protektorat geworden.
1865 wurde John Aggrey zum König von Cape Coast gewählt. Im selben Jahr empfahl ein britisches Parlamentskomitee den weitgehenden Rückzug aus den westafrikanischen Besitzungen und eine Politik, die die Übergabe der Verwaltung an einheimische Autoritäten ermöglichen sollte. Auch unter Bezugnahme auf diesen Parlamentsreport wurde John Aggrey bald zu einer zentralen Figur des Widerstandes gegen die britische Einflussnahme. Zu seinem Programm gehörte z. B. die Gründung einer nationalen Armee. 1866 formulierte er einen heftigen Protestbrief gegen die Entmachtung der traditionellen Autoritäten an die britische Verwaltung. Der britische Gouverneur ließ ihn daraufhin internieren und nach Sierra Leone deportieren.
Ein Abkommen, 1867 zwischen Briten und Holländern über den Austausch verschiedener im Fantigebiet gelegener Forts geschlossen, das ohne Mitsprache der Fantikönige vereinbart wurde, war schließlich der letzte Anstoß für die Gründung der Föderation. Das Abkommen wurde aufgrund der traditionellen Bindung der Holländer an den alten Rivalen Aschantireich als bedrohlich empfunden. Zudem sahen die Fantikönige – ebenso wie andere afrikanische Herrscher auch – die Europäer nur als Pächter und nicht als Eigentümer der Forts an ihrer Küste. Tatsächlich zahlten die Europäer auch regelmäßig Pacht an die afrikanischen Herrscher auf der Grundlage entsprechender schriftlich fixierter Verträge. Somit empfanden die Fanti es als eklatanten Verstoß gegen ihr angestammtes Recht, dass der Austausch der Forts über ihre Köpfe hinweg beschlossen worden war.

### Die innere Struktur der Konföderation
1868 versammelten sich die Oberhäupter der Fanti und einiger benachbarter Völkerschaften (Ahanta, Wassa, Denkyra u. a.) daraufhin in dem Ort Mankessim und beschlossen die Ablehnung des britisch-holländischen Abkommens und die Gründung einer gemeinsamen Regierung unter einem eigenen Oberhaupt.
Die Versammlung von Mankessim gründete einen Rat, in dem jeder Mitgliedsstaat mit sieben gewählten Mitgliedern vertreten war und wählte drei gemeinsame Präsidenten.
1869 wurde Robert Jones Ghartey aus Winneba zum Präsidenten gewählt, und 1871 gab sich die Konföderation nach Diskussionen unter den gebildeten Afrikanern eine geschriebene Verfassung. Diese Verfassung war von europäischen Vorbildern beeinflusst, z. B. sollten sich die einzelnen Institutionen gegenseitig kontrollieren. Eine Beteiligung der Bauern an den politischen Entscheidungsprozessen war allerdings nicht vorgesehen. Die Macht teilten sich hier die traditionellen Autoritäten und die westlich gebildete "Elite" der Region. Die Diskussion wurde geleitet von J. (Africanus) Horton, einem nationalistischen Führer aus der britischen Kolonie Sierra Leone. Ein Exekutivrat wurde eingerichtet und die Zusammensetzung der Repräsentativen Versammlung geändert. Sie bestand von da ab aus jeweils zwei Delegierten jedes Mitgliedstaates, von denen jeweils einer ein traditioneller Chief sein musste, der andere ein „gebildeter Mann“.
Eine Nationalversammlung von Königen und wichtigen Oberhäuptern wurde eingerichtet, die sich jährlich traf und die Mitglieder des Exekutivrates bestimmte, die Beschlüsse der gesetzgebenden Versammlung bestätigte und den Präsidenten als Oberhaupt der gesamten Föderation wählte. Schließlich wurden eine Kopfsteuer und Exportzölle erhoben und ein gemeinsamer Gerichtshof nahm die Arbeit auf. Eine Armee von 15 000 Mann wurde aufgestellt und über die Steuern sollten ehrgeizige Entwicklungsziele im Straßenbau, Landwirtschaft (Schwerpunkt: neue, kommerziell nutzbare Agrarprodukte), Bildungswesen (z. B. die Einrichtung von Mädchenschulen) und Industrie erreicht werden.

### Kriegerische Auseinandersetzungen mit Holländern und Aschanti
Die Konföderation schuf eine nationale Armee, die den Kommenda und den Bewohnern von Dixcove  erfolgreich bei der Verteidigung des dortigen, von den Briten verlassenen Forts gegen die Holländer half. Der Versuch auch Elmina, das wichtigste Fort der Holländer in Westafrika, von diesen zu erobern, schlug jedoch fehl und brachte die Konföderation erneut in Konflikt mit dem Aschantireich. Dessen einziger direkter Zugang zum lukrativen Handel mit den Europäern und zur Versorgung mit Gewehren und Munition lief über Elmina, für das sie den Pachtvertrag einige Jahrzehnte zuvor von den Denkyra erbeutet hatte.
Das Ergebnis waren anhaltende Kämpfe mit den Aschanti, die die Ressourcen der Föderation zunehmend erschöpften.

### Niedergang der Konföderation
Bereits 1872 begann der Niedergang der Konföderation und Anfang 1873 hörte sie praktisch auf zu existieren.
Neben den kräftezehrenden Kämpfen mit den Aschanti führte auch die Rivalität der beiden mächtigen Könige von Mankessim und von Abora zu diesem Niedergang. Vor allem aber sahen die Briten nun die Konföderation als Bedrohung ihrer Macht an der Goldküste an und bemühten sich nach Kräften und schließlich erfolgreich die Einheit der Mitgliedstaaten zu untergraben. 1871 inhaftierte die britische Verwaltung die Mitglieder des Exekutivrates unter dem Vorwurf des Verrates. Die Kolonialbehörde verurteilte zwar diese Aktion und die Inhaftierten wurden freigelassen. Die Föderation erholte sich aber nicht mehr von diesem offensichtlichen Autoritätsverlust.
1874 war die Konföderation mit der offiziellen Annexion der südlichen Gebiete der Goldküste inklusive der Fantigebiete durch die Briten endgültig Geschichte, die Gold Coast Colony war geboren.

## Einordnung und Wirkung
Die Fanti-Konföderation von Mankessim war eine der ersten antikolonialen Bewegungen zur „Selbstregierung“  in Afrika. Ihr Vorbild beeinflusste vor allen Dingen die westlich gebildete Elite Britisch-Westafrikas und regte direkt ähnlich gelagerte Versuche an. In Accra gründete sich nach ihrem Vorbild die kurzlebige Accra Native Confederation, in Liberia das Grebo Reunited Kingdom.